# Anopheles litoralis
Anopheles litoralis är en tvåvingeart som beskrevs av King 1932. Anopheles litoralis ingår i släktet Anopheles och familjen stickmyggor. Inga underarter finns listade i Catalogue of Life.